# Francisco Elson
Francisco Marinho Robbij Elson (Rotterdam, 28 febbraio 1976) è un ex cestista olandese, professionista nella NBA e in Spagna.

## Carriera
Inizia la sua carriera in Spagna, dove gioca con Barcellona (con cui vince il campionato e la coppa del re), Valencia e Siviglia. Dal 2003 gioca nell'NBA con i Denver Nuggets per poi passare ai San Antonio Spurs.
Il 21 febbraio 2008 passa, assieme al compagno di squadra Brent Barry ai Seattle SuperSonics in cambio di Kurt Thomas. Il 18 febbraio 2010 passa ai Philadelphia 76ers. Per la stagione 2010-11 passa agli Utah Jazz, a cui fa seguito un rientro a Philadelphia e una breve esperienza all'estero, in Iran, prima del ritiro.

## Statistiche

### College
| Anno      | Squadra         | PG | PT | MP   | TC%  | 3P% | TL%  | RP  | AP  | PRP | SP  | PP  |
| --------- | --------------- | -- | -- | ---- | ---- | --- | ---- | --- | --- | --- | --- | --- |
| 1997-1998 | Calif. G. Bears | 26 | 14 | 18,4 | 43,1 | -   | 61,2 | 4,8 | 0,5 | 0,7 | 1,0 | 5,2 |
| 1998-1999 | Calif. G. Bears | 32 | 28 | 19,8 | 51,3 | -   | 41,2 | 5,1 | 0,5 | 0,8 | 1,3 | 5,7 |
| Carriera  | Carriera        | 58 | 42 | 19,1 | 47,7 | -   | 51,0 | 5,0 | 0,5 | 0,8 | 1,2 | 5,5 |

### NBA

#### Regular Season
| Anno       | Squadra            | PG  | PT  | MP   | TC%  | 3P%  | TL%  | RP  | AP  | PRP | SP  | PP  |
| ---------- | ------------------ | --- | --- | ---- | ---- | ---- | ---- | --- | --- | --- | --- | --- |
| 2003-2004  | Denver Nuggets     | 62  | 14  | 14,1 | 47,2 | 0,0  | 66,7 | 3,3 | 0,5 | 0,6 | 0,6 | 3,5 |
| 2004-2005  | Denver Nuggets     | 67  | 11  | 14,0 | 46,8 | 33,3 | 57,0 | 3,0 | 0,5 | 0,5 | 0,6 | 3,7 |
| 2005-2006  | Denver Nuggets     | 72  | 54  | 21,9 | 53,2 | 20,0 | 66,2 | 4,7 | 0,7 | 0,8 | 0,6 | 4,9 |
| 2006-2007† | San Antonio Spurs  | 70  | 41  | 19,0 | 51,1 | 0,0  | 77,5 | 4,8 | 0,8 | 0,4 | 0,8 | 5,0 |
| 2007-2008  | San Antonio Spurs  | 41  | 3   | 13,0 | 41,9 | -    | 83,3 | 3,3 | 0,4 | 0,2 | 0,3 | 3,5 |
| 2007-2008  | Seattle S.Sonics   | 22  | 2   | 12,7 | 34,1 | 0,0  | 46,2 | 3,0 | 0,4 | 0,3 | 0,3 | 3,0 |
| 2008-2009  | Milwaukee Bucks    | 59  | 23  | 16,6 | 49,1 | 25,0 | 84,6 | 3,9 | 0,5 | 0,6 | 0,6 | 3,4 |
| 2009-2010  | Milwaukee Bucks    | 11  | 0   | 5,6  | 30,8 | -    | 100  | 1,2 | 0,2 | 0,1 | 0,0 | 0,9 |
| 2009-2010  | Philadelphia 76ers | 1   | 0   | 4,0  | 50,0 | -    | 0,0  | 1,0 | 0,0 | 0,0 | 0,0 | 2,0 |
| 2010-2011  | Utah Jazz          | 62  | 1   | 9,8  | 47,8 | -    | 83,9 | 1,9 | 0,5 | 0,3 | 0,2 | 2,2 |
| 2011-2012  | Philadelphia 76ers | 5   | 0   | 3,2  | 33,3 | -    | -    | 0,2 | 0,2 | 0,2 | 0,2 | 0,4 |
| Carriera   | Carriera           | 472 | 149 | 15,3 | 47,8 | 18,8 | 70,0 | 3,5 | 0,6 | 0,5 | 0,5 | 3,7 |

#### Playoffs
| Anno     | Squadra           | PG | PT | MP   | TC%  | 3P% | TL%  | RP  | AP  | PRP | SP  | PP  |
| -------- | ----------------- | -- | -- | ---- | ---- | --- | ---- | --- | --- | --- | --- | --- |
| 2004     | Denver Nuggets    | 4  | 0  | 15,0 | 58,3 | -   | 50,0 | 2,3 | 0,5 | 0,5 | 0,3 | 3,8 |
| 2005     | Denver Nuggets    | 1  | 0  | 6,0  | 0,0  | -   | -    | 3,0 | 0,0 | 0,0 | 0,0 | 0,0 |
| 2006     | Denver Nuggets    | 5  | 2  | 15,0 | 60,0 | -   | -    | 2,2 | 0,4 | 0,8 | 0,0 | 1,2 |
| 2007†    | San Antonio Spurs | 20 | 8  | 11,5 | 59,1 | 0,0 | 70,0 | 3,1 | 0,1 | 0,4 | 0,3 | 3,3 |
| Carriera | Carriera          | 30 | 10 | 12,4 | 58,1 | 0,0 | 68,2 | 2,8 | 0,2 | 0,5 | 0,2 | 2,9 |

## Palmarès
- Campione NIT (1999)
- Campionato spagnolo: 1

Barcellona: 2000-01
- Copa del Rey: 1

Barcellona: 2001
- Liga catalana: 1

Barcellona: 2000
- Campionato NBA: 1

San Antonio Spurs: 2007